# ناس ملاح سيتي
ناس ملاح سيتي مسلسل تلفزيوني كوميدي جزائري، إخراج جعفر قاسم. بث لأول مرة على التلفزيون الجزائري، كنال ألجيري، الجزائرية الثالثة في 6 نوفمبر 2002 واستمر عرض في أشهر رمضان إلى غاية سنة 2006 ليصل إجمالي الحلقات ل52 حلقة. ويعتبر السيت كوم الأكثر شعبية في الجزائر في العقد الأول من القرن الحادي والعشرين.

## نظرة عامة
| الموسم | الموسم | عدد الحلقات | البث الأصلي    | البث الأصلي   |
| الموسم | الموسم | عدد الحلقات | بداية السلسلة  | نهاية السلسلة |
| ------ | ------ | ----------- | -------------- | ------------- |
|        | 1      | 32          | 6 نوفمبر 2002  | مارس 2003     |
|        | 2      | 32          | 27 أكتوبر 2004 | فبراير 2005   |
|        | 3      | 55          | 22 أكتوبر 2005 | مارس 2006     |

اختلفت قصة كل حلقة عن الأخرى واختلف الممثلون فيها.

## روابط خارجية
- ناس ملاح سيتي على موقع IMDb (الإنجليزية)
- ناس ملاح سيتي على موقع قاعدة بيانات الأفلام العربية